# 黑海西鯡
黑海西鯡為輻鰭魚綱鲱形目鲱科的其中一種，分布於黑海及亞速海半鹹水域，體長可達31公分，棲息在沿海半鹹水水域，為洄游性魚類，屬肉食性，以魚類及甲殼類為食，可做為食用魚。

## 擴展閱讀
維基物種上的相關：黑海西鯡